# スティルインラブ
スティルインラブ（欧字名:Still in Love、2000年5月2日 - 2007年8月2日）は、日本の競走馬、繁殖牝馬。
主な勝ち鞍は2003年の桜花賞、優駿牝馬、秋華賞。1986年のメジロラモーヌ以来史上2頭目の牝馬三冠を達成し、2003年のJRA賞最優秀3歳牝馬に選出された。なお、メジロラモーヌが牝馬三冠を達成した当時は中央競馬の番組体系が異なり、秋華賞がなく、エリザベス女王杯が旧4歳（現3歳）牝馬限定戦であり、牝馬三冠の最終戦であった。このため、スティルインラブは1996年（平成8年）に牝馬三冠が現行の3戦になって初めての牝馬三冠達成馬である。
馬名の由来は「今でも愛してる」。

## 戦績

### 2・3歳時
2002年11月30日、阪神競馬場第3競走の牝馬限定新馬戦に出走。2着のキタノスザクに3馬身1/2差をつけて勝利する。この新馬戦には、後に天皇賞・秋を制したヘヴンリーロマンスも出走していた。
翌2003年の初戦、紅梅ステークスでシーイズトウショウなどの実績馬を下して2勝目を挙げ、一躍クラシック候補に。しかし、次走桜花賞トライアルのチューリップ賞では直線行き場を失い、残り100mで追い上げるが2着。

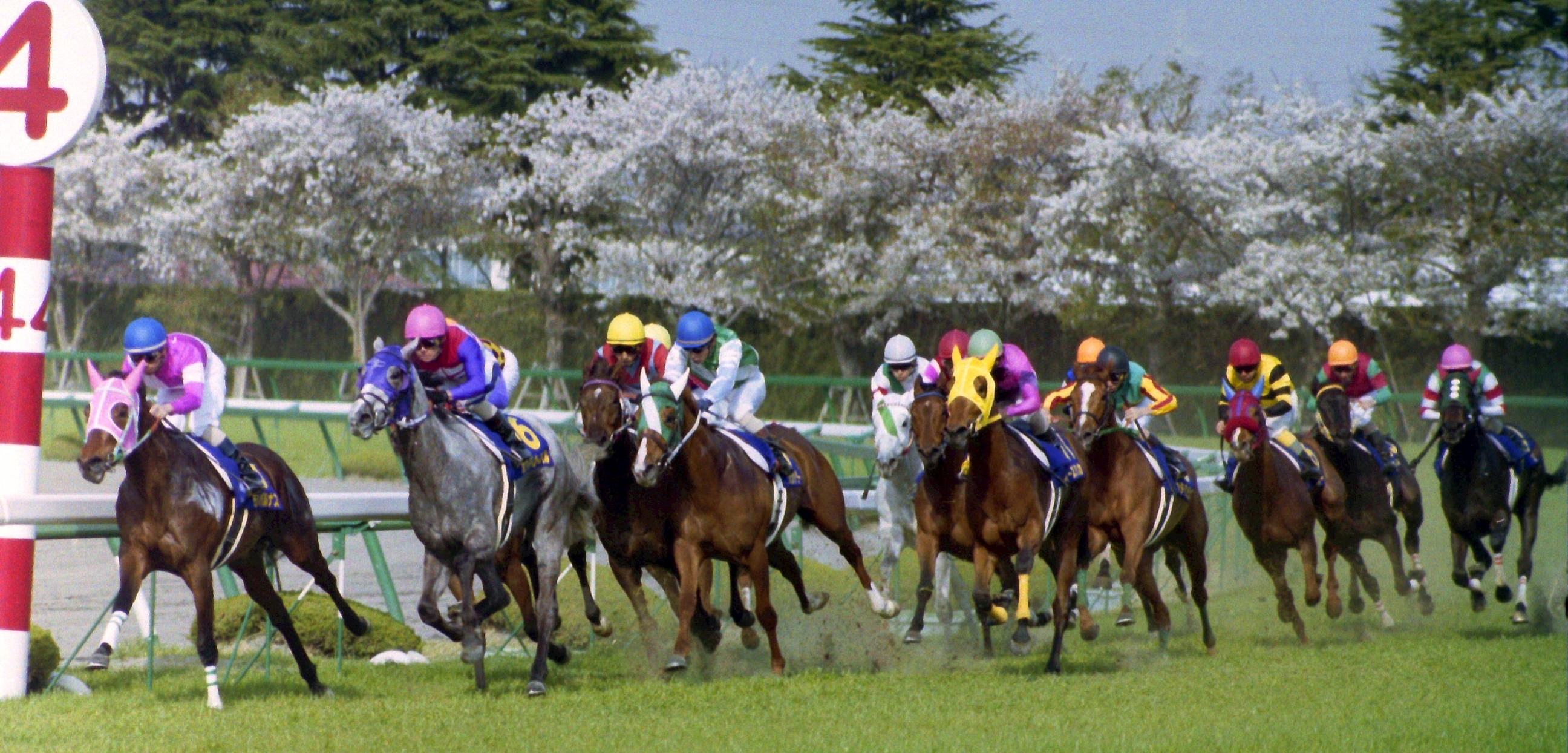
第63回桜花賞（写真中央左の黄色帽がスティルインラブ）

そして迎えた桜花賞では、自身と同じサンデーサイレンス産駒にして、1997年度のJRA賞年度代表馬に選出されたエアグルーヴを母に持つ超良血馬・アドマイヤグルーヴと並ぶ単勝オッズ3.5倍になったが、支持率の差で2番人気に。鞍上の幸英明はチューリップ賞の失敗を踏まえ直線馬群を割って抜け出し、2着のシーイズトウショウに1馬身1/4差をつけて勝利する。続く優駿牝馬（オークス）でもアドマイヤグルーヴに次ぐ2番人気になるが、2着のクイーンカップ優勝馬チューニーに1馬身1/4差をつけ優勝。桜花賞・優駿牝馬を制しての二冠達成は1993年のベガ以来10年ぶりだった。
秋初戦、ローズステークスでアドマイヤグルーヴの5着と大敗し、本番の秋華賞では3度アドマイヤグルーヴの2番人気となる。しかしここでもアドマイヤグルーヴの猛追を振り切り、メジロラモーヌ以来の牝馬三冠を達成した。続くエリザベス女王杯では宿敵アドマイヤグルーヴにハナ差で敗れるも、同年のJRA賞では最優秀3歳牝馬を受賞。

### 4歳以降
4歳は金鯱賞から始動。直線伸びず8着に敗れる。続く宝塚記念は出走馬中唯一の牝馬として出走するも8着に、北九州記念では負担斤量が響いたか12着に、1番人気で臨んだ府中牝馬ステークスでは前を交わせず3着に、復活の期待されたエリザベス女王杯も勝ち馬と同位置にいながら伸びず9着に敗れた。
5歳になっても現役を続け、前年と同様に金鯱賞を走り6着。続く宝塚記念では同じ牝馬で1つ年下のスイープトウショウの9着に敗れた。なお、ライバルのアドマイヤグルーヴはクビ差の8着であった。その後、府中牝馬ステークスでは出遅れて最下位17着。エリザベス女王杯を前に引退が決まり、2006年1月7日に京都競馬場で引退式が行われた。
結局、三冠を達成した秋華賞以降、スティルインラブが勝利を挙げることはなかった。

## 競走成績
| 年月日 | 年月日 | 年月日 | 競馬場 | 競走名           | 格   | 頭 数 | 枠 番 | 馬 番 | オッズ （人気） | オッズ （人気） | 着順 | 騎手   | 斤量 [kg] | 距離（馬場）  | タイム （上り3F） | タイム 差 | 勝ち馬/（2着馬）       |
| 2002.  | 11.    | 30     | 阪神   | 2歳新馬          |      | 16    | 8     | 15    | 001.7           | 0（1人）        | 01着 | 幸英明 | 53        | 芝1400m（良） | 1.22.2 (35.3)     | -0.6      | （キタノスザク）       |
| 2003.  | 1.     | 19     | 京都   | 紅梅S            | OP   | 15    | 3     | 5     | 004.1           | 0（2人）        | 01着 | 幸英明 | 54        | 芝1400m（良） | 1.22.1 (34.3)     | -0.1      | （モンパルナス）       |
|        | 3.     | 8      | 阪神   | チューリップ賞   | GIII | 16    | 3     | 6     | 001.7           | 0（1人）        | 02着 | 幸英明 | 54        | 芝1600m（稍） | 1.36.0 (35.9)     | -0.1      | オースミハルカ         |
|        | 4.     | 13     | 阪神   | 桜花賞           | GI   | 17    | 5     | 9     | 003.5           | 0（2人）        | 01着 | 幸英明 | 55        | 芝1600m（良） | 1.33.9 (35.1)     | -0.2      | （シーイズトウショウ） |
|        | 5.     | 25     | 東京   | 優駿牝馬         | GI   | 17    | 2     | 3     | 005.6           | 0（2人）        | 01着 | 幸英明 | 55        | 芝2400m（良） | 2.27.5 (33.5)     | -0.2      | （チューニー）         |
|        | 9.     | 21     | 阪神   | ローズS          | GII  | 12    | 8     | 11    | 001.9           | 0（1人）        | 05着 | 幸英明 | 54        | 芝2000m（良） | 2.02.0 (35.1)     | -0.5      | アドマイヤグルーヴ     |
|        | 10.    | 19     | 京都   | 秋華賞           | GI   | 18    | 8     | 17    | 003.2           | 0（2人）        | 01着 | 幸英明 | 55        | 芝2000m（良） | 1.59.1 (34.9)     | -0.1      | （アドマイヤグルーヴ） |
|        | 11.    | 16     | 京都   | エリザベス女王杯 | GI   | 15    | 3     | 5     | 003.0           | 0（1人）        | 02着 | 幸英明 | 54        | 芝2200m（良） | 2.11.8 (35.3)     | -0.0      | アドマイヤグルーヴ     |
| 2004.  | 5.     | 29     | 中京   | 金鯱賞           | GII  | 12    | 7     | 10    | 009.2           | 0（5人）        | 08着 | 幸英明 | 57        | 芝2000m（良） | 1.59.1 (36.2)     | -1.6      | タップダンスシチー     |
|        | 6.     | 27     | 阪神   | 宝塚記念         | GI   | 15    | 6     | 11    | 042.3           | （10人）        | 08着 | 幸英明 | 56        | 芝2200m（良） | 2.12.6 (35.9)     | -1.5      | タップダンスシチー     |
|        | 7.     | 18     | 小倉   | 北九州記念       | GIII | 13    | 5     | 6     | 006.8           | 0（4人）        | 12着 | 幸英明 | 58        | 芝1800m（良） | 1.45.3 (36.1)     | -1.2      | ダイタクバートラム     |
|        | 10.    | 17     | 東京   | 府中牝馬S        | GIII | 16    | 3     | 5     | 002.9           | 0（1人）        | 03着 | 幸英明 | 57        | 芝1800m（良） | 1.46.4 (33.9)     | -0.2      | オースミハルカ         |
|        | 11.    | 14     | 京都   | エリザベス女王杯 | GI   | 18    | 7     | 15    | 005.1           | 0（3人）        | 09着 | 幸英明 | 56        | 芝2200m（良） | 2.14.3 (34.6)     | -0.7      | アドマイヤグルーヴ     |
| 2005.  | 5.     | 28     | 中京   | 金鯱賞           | GII  | 10    | 6     | 6     | 028.6           | 0（4人）        | 06着 | 幸英明 | 56        | 芝2000m（良） | 1.59.5 (33.8)     | -0.6      | タップダンスシチー     |
|        | 6.     | 26     | 阪神   | 宝塚記念         | GI   | 15    | 8     | 14    | 160.0           | （14人）        | 09着 | 幸英明 | 56        | 芝2200m（良） | 2.12.7 (36.3)     | -1.2      | スイープトウショウ     |
|        | 10.    | 16     | 東京   | 府中牝馬S        | GIII | 17    | 3     | 5     | 010.0           | 0（5人）        | 17着 | 幸英明 | 57        | 芝1800m（良） | 1.48.2 (33.9)     | -1.5      | ヤマニンアラバスタ     |

- 出典: netkeiba[26]

## 繁殖牝馬として
競走馬引退後は北海道・下河辺牧場にて繁殖牝馬となった。2007年2月19日、初年度の配合相手であるキングカメハメハを父とする牡馬を出産。
同年7月25日、小腸捻転を原因とする急激な腹痛を発症し、開腹手術が行われた。その後、28日に再び腹痛を起こして再手術。8月1日に3度目の腹痛を起こし、2日の朝に死亡した。死因は、小腸の一部が腸の中に滑り込み、腸が二重になってしまい腸閉塞を引き起こす腸重積とされた。
産駒は結果として上記の牡馬1頭のみとなった。唯一の産駒となった「スティルインラブの2007」は「ジューダ」という競走馬名で2010年3月にデビュー。JRA、地方合わせ12戦2勝後に競走馬登録を抹消され、その後は相馬野馬追で活躍している。
|      | 生年   | 馬名     | 性 | 毛色 | 父               | 馬主     | 厩舎                                         | 戦績            | 出典   |
| ---- | ------ | -------- | -- | ---- | ---------------- | -------- | -------------------------------------------- | --------------- | ------ |
| 初仔 | 2007年 | ジューダ | 牡 | 栗毛 | キングカメハメハ | 前田幸治 | 栗東・松元茂樹 →小林・堀千亜樹 →美浦・田中剛 | 12戦2勝（引退） | [ 32 ] |

## 血統表
| スティルインラブの血統                            | スティルインラブの血統             | スティルインラブの血統             | （血統表の出典）                   | （血統表の出典） |
| 父系                                              | ヘイロー系（サンデーサイレンス系） | ヘイロー系（サンデーサイレンス系） | ヘイロー系（サンデーサイレンス系） | [ § 2 ]          |
| 父 *サンデーサイレンス Sunday Silence 1986 青鹿毛 | 父の父Halo 1969 黒鹿毛             | Hail to Reason                     | Turn-to                            | Turn-to          |
| 父 *サンデーサイレンス Sunday Silence 1986 青鹿毛 | 父の父Halo 1969 黒鹿毛             | Hail to Reason                     | Nothirdchance                      |                  |
| 父 *サンデーサイレンス Sunday Silence 1986 青鹿毛 | 父の父Halo 1969 黒鹿毛             | Cosmah                             | Cosmic Bomb                        | Cosmic Bomb      |
| 父 *サンデーサイレンス Sunday Silence 1986 青鹿毛 | 父の父Halo 1969 黒鹿毛             | Cosmah                             | Almahmoud                          |                  |
| 父 *サンデーサイレンス Sunday Silence 1986 青鹿毛 | 父の母Wihing Well 1975 鹿毛        | Understanding                      | Promised Land                      | Promised Land    |
| 父 *サンデーサイレンス Sunday Silence 1986 青鹿毛 | 父の母Wihing Well 1975 鹿毛        | Understanding                      | Pretty Ways                        |                  |
| 父 *サンデーサイレンス Sunday Silence 1986 青鹿毛 | 父の母Wihing Well 1975 鹿毛        | Mountain Flower                    | Montparnasse                       | Montparnasse     |
| 父 *サンデーサイレンス Sunday Silence 1986 青鹿毛 | 父の母Wihing Well 1975 鹿毛        | Mountain Flower                    | Edelweiss                          |                  |
| 母 *ブラダマンテ Bradamante 1986 栗毛             | 母の父Roberto 1969 鹿毛            | Hail to Reason                     | Turn-to                            | Turn-to          |
| 母 *ブラダマンテ Bradamante 1986 栗毛             | 母の父Roberto 1969 鹿毛            | Hail to Reason                     | Nothirdchance                      |                  |
| 母 *ブラダマンテ Bradamante 1986 栗毛             | 母の父Roberto 1969 鹿毛            | Bramalea                           | Nashua                             | Nashua           |
| 母 *ブラダマンテ Bradamante 1986 栗毛             | 母の父Roberto 1969 鹿毛            | Bramalea                           | Rarelea                            |                  |
| 母 *ブラダマンテ Bradamante 1986 栗毛             | 母の母Sulemeif 1980 栗毛           | Northern Dancer                    | Nearctic                           | Nearctic         |
| 母 *ブラダマンテ Bradamante 1986 栗毛             | 母の母Sulemeif 1980 栗毛           | Northern Dancer                    | Natalma                            |                  |
| 母 *ブラダマンテ Bradamante 1986 栗毛             | 母の母Sulemeif 1980 栗毛           | Barely Even                        | Creme Dela Creme                   | Creme Dela Creme |
| 母 *ブラダマンテ Bradamante 1986 栗毛             | 母の母Sulemeif 1980 栗毛           | Barely Even                        | Dodge Me F-No.10-d                 |                  |
| 母系(F-No.)                                       | (FN:F10-d)                         | (FN:F10-d)                         | (FN:F10-d)                         | [ § 3 ]          |
| 5代内の近親交配                                   | Hail to Reason 3×3、Almahmoud 4×5  | Hail to Reason 3×3、Almahmoud 4×5  | Hail to Reason 3×3、Almahmoud 4×5  | [ § 4 ]          |
| 出典                                              | 1. 2. 3. 4.                        | 1. 2. 3. 4.                        | 1. 2. 3. 4.                        | 1. 2. 3. 4.      |

- 半兄：ビッグバイアモン（1996年ラジオたんぱ賞）[33]。
- 甥：ピサノパテック（2005年セントライト記念3着）[33]、ザタイキ（2010年アーリントンカップ2着）[33]、アズマシャトル（2015年小倉記念）
- 従姉妹：ローブデコルテ（2007年優駿牝馬）[33]